# خرونه‌کان
خرونه‌کان (به هلندی: Groenekan) یک منطقهٔ مسکونی در هلند است که در ده‌بیلت واقع شده‌است. خرونه‌کان ۱٬۸۷۹ نفر جمعیت دارد.